# NC 다이노스의 마스코트
다음은 대한민국의 야구단 NC 다이노스의 마스코트이다.

## 단디
단디(Dandi)는 "단단히"라는 동남 방언이다. 2024년3.7.8단디는 등번호 9번을 달고 있으며 이는 NC 다이노스가 한국 프로 야구 제9구단이라는 사실과, 야구가 9명의 선수가 한 팀이 되어서 경기가 진행된다는 점에서 9번으로 설정되어 있다.
공식적인 수비 위치는 유격수로 설정되어있다.
단디의 원형은 육식공룡인 알로사우루스이다.단디는 페이퍼토이와 봉제인형으로도 제작되어있다.

## 쎄리
쎄리(Sseri)는 쎄리는 동남 방언으로 '치다' '때리다'라는 뜻의 단어‘쎄리다’에서 착안되었다. 쎄리는 등번호 1번을 달고 있으며 이는 야구 수비위치 중 투수를 의미하는 1번이며, 야구를 향한 꿈과 도전의 시작을 위한 첫 발걸음을 의미하는 것으로 설정되어있다.
공식적인 수비 위치는 투수로 설정되어있다.
쎄리의 원형은 초식공룡인 브라키오사우루스이다.